# Bayındır (Yeşilova)
Pour l’article homonyme, voir Bayindir.
Bayındır  est un village situé dans le district de Yeşilova de la province de Burdur en Turquie.
Le village est situé à 80 km de Burdur et de Denizli, sur la route entre Yeşilova et Çardak. Le village est aussi à une vingtaine de kilomètres de l'aéroport de Çardak. Les villages voisins sont Yukarıkırlı et Taşpınar.

## Population
| Population du village au fil des années | Population du village au fil des années |
| --------------------------------------- | --------------------------------------- |
| 2007                                    | 206                                     |
| 2000                                    | 192                                     |
| 1997                                    | 205                                     |